# Diana Wladimirowna Gustilina
Diana Wladimirowna Gustilina (russisch Диана Владимировна Густилина; * 21. April 1974 in Wladiwostok, Russische SFSR, Sowjetunion) ist eine ehemalige professionelle russische Basketballspielerin.
Bei den Olympischen Spielen 2004 gewann Gustilina mit der russischen Mannschaft die Bronzemedaille. 2002 wurde sie bei der Weltmeisterschaft in China Vize-Weltmeisterin und 2003 bei der Europameisterschaft in Griechenland Europameisterin.
2002 und 2003 wurde sie mit ihrem Verein UGMK Jekaterinburg russische Meisterin und war mit UGMK 2003 Euroleague-Gewinner.
2005 beendete Gustilina ihre sportliche Karriere.

## Auszeichnungen
- 2003:  Verdienter Meister des Sports[2]
- 2006:  Medaille des Ordens für die Verdienste für das Vaterland II. Klasse[2]